# Jiuzhou International Tower
La Jiuzhou International Tower est un gratte-ciel de 318 mètres pour 71 étages construit en 2017 à Nanning en Chine. 